# North-Cascades-Nationalpark
Der North-Cascades-Nationalpark im Norden des US-Bundesstaats Washington an der Grenze zu Kanada umfasst mehr als 2040 Quadratkilometer im Hochgebirge der namensgebenden Kaskadenkette, einem Gebirgszug vulkanischen Ursprungs. Nur die Hochlagen gehören zum nahezu durch den Menschen unbeeinflussten Nationalpark, das Tal des Skagit Rivers mit seinen drei Stauseen ist als Ross Lake National Recreation Area ausgewiesen und teilt den Nationalpark in einen nördlichen und einen südlichen Teil. Im Süden geht der Park in die Lake Chelan National Recreation Area über. Beide National Recreation Areas werden mit dem Nationalpark zusammen durch den National Park Service verwaltet. Touristische und andere Infrastruktur gibt es nur in den National Recreation Areas, der Nationalpark ist nicht erschlossen. Daher ist er der am wenigsten besuchte Nationalpark der Vereinigten Staaten außerhalb Alaskas.
Der Park wurde 1968 gewidmet, seit 1988 ist sein Gebiet zusätzlich als Wilderness Area ausgewiesen, die strengste Klasse von Naturschutzgebieten in den USA.

## Geographie
Der Park liegt etwa 50 km östlich des Puget Sound und rund 150 km nordöstlich von Seattle. Er hat vollständig Hochgebirgscharakter. Sein höchster Punkt ist der Goode Mountain mit 2806 m im südlichen Parkteil. Der Park wird im Tal des Skagit Rivers durch die Washington State Route 20 erschlossen. Einige Abschnitte, insbesondere die Strecke über den Rainy Pass (1486 m ü. M.) und den Washington Pass (1669 m ü. M.), sind im Winter in der Regel von November bis April geschlossen. Die Straße ist dann durch Lawinen bis zu sechs Meter hoch unter Schnee begraben. Von Nordwesten führt die Washington State Route 542 zum Mount Baker Ski Area, von wo Wanderwege in den Norden des Nationalparks beginnen und im Südwesten reicht die Schotterstraße Cascade River Road an und in den Park. Von Süden gibt es von Chelan auf dem Lake Chelan eine Fährverbindung zum Nordufer, von wo man in den Nationalpark wandern kann.
Das Bild des Gebirges ist durch über 300 Gletscher geprägt, der Park ist daher das am stärksten vergletscherte Gebiet der Vereinigten Staaten außerhalb Alaskas. Die gesamte Landschaft zeigt die Spuren der Vergletscherung im Eiszeitalter.
Der Nationalpark ist auf der US-Seite vollständig von den Nationalforsten Mt. Baker–Snoqualmie National Forest und Okanogan National Forest umgeben. Sie werden vom U.S. Forest Service verwaltet. In die Nationalforste sind mehrere Wilderness Areas und das Mt. Baker National Recreation Area eingelagert. An der kanadischen Grenze grenzt der Nationalpark unmittelbar an den Skagit Valley Provincial Park und den Manning Provincial Park in British Columbia.

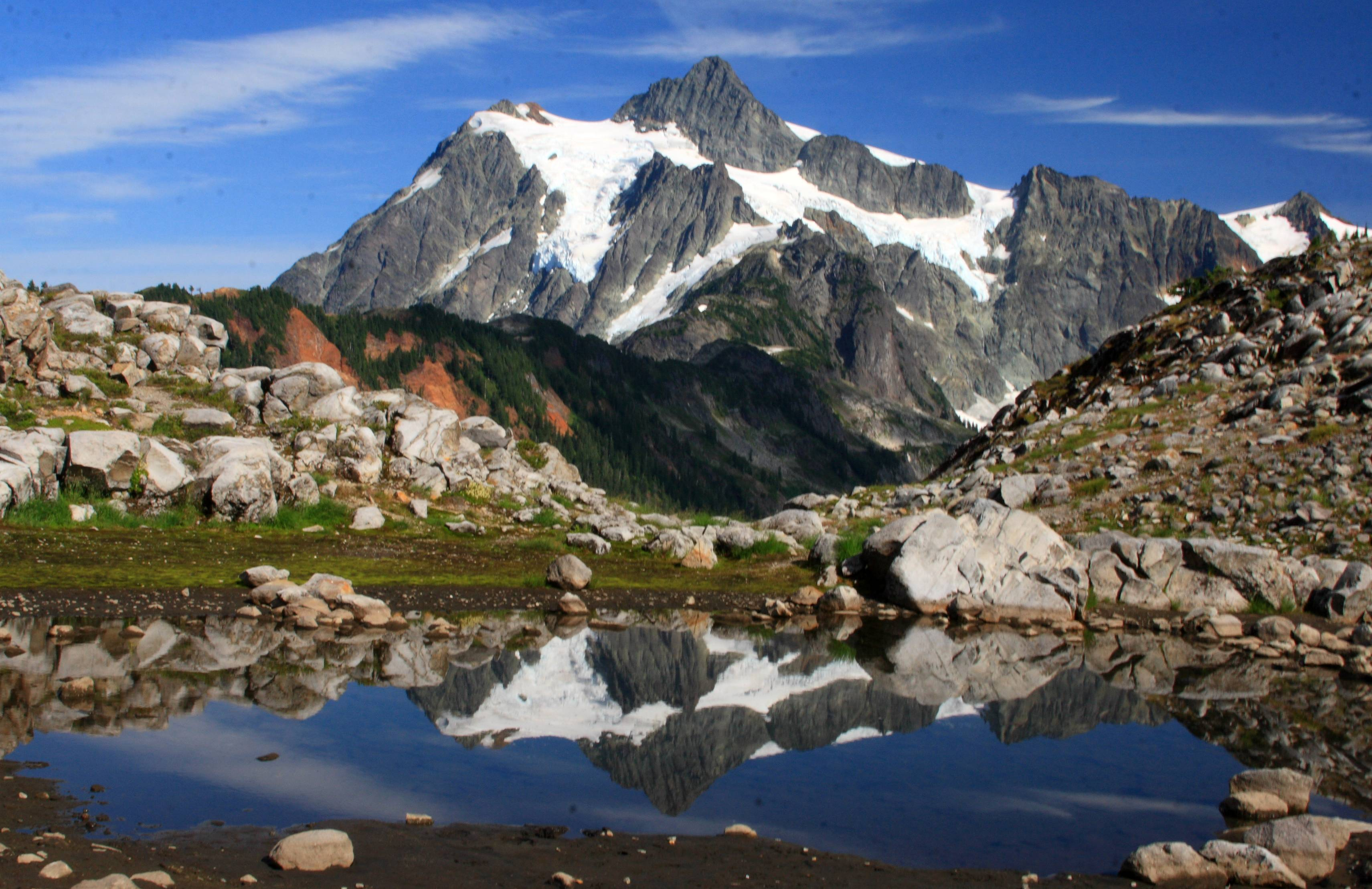
Mount Shuksan, Ansicht von Westen

## Geologie
Die nördliche Kaskadenkette gehört zum älteren Teil des Gebirgszuges und ist anders als der südliche Anteil heute nicht mehr primär durch Vulkanismus geprägt. Im Nationalpark selbst liegt kein jüngerer Vulkan, Mount Baker liegt gut 10 km westlich, Glacier Peak etwas über 20 km südlich des Parks, sie erreichen beide über 3200 m Höhe. Die Berge der nördlichen Kaskadenkette bestehen überwiegend aus metamorphem Gestein, vorwiegend Gneis und Schiefer, mit Intrusionen aus Granit.
Sie entstanden in zwei Phasen. Die ältesten Teile entstanden aus Sedimenten, die über bis zu vierhundert Millionen Jahre am Westrand des heutigen nordamerikanischen Kontinents abgelagert wurden. Dies geschah durch plattentektonische Vorgänge, bei denen Inselbögen und Sedimente aus früherem Meeresboden an den Kontinent gedrückt wurden. Dabei entwickelte sich massiver Druck in dem Material, der zur Metamorphose des Gesteins führte. Das Sedimentgestein wurde in Gneis und Schiefer umgewandelt. Die Nordwest-Südost-Orientierung der meisten Bergketten stammt vom Aufprall einer kleinen tektonischen Platte vor etwa 90 Millionen Jahren.
Vor rund 40–35 Millionen Jahren begann die Juan-de-Fuca-Platte auf die Nordamerikanische Platte aufzutreffen. Es bildete sich eine Subduktionszone und das schmelzende Material der abtauchenden Juan-de-Fuca-Platte löste einerseits Vulkanismus aus und führte andererseits zu einer Hebung des gesamten Gesteinskomplexes. In der Folge steigerte sich die Erosion und die jüngeren Gesteinsschichten wurden abgetragen. So auch alle jüngeren Vulkane im Gebiet des Parks. Daher liegt heute das alte, großteils metamorphe Gestein frei.
Die heutige Erscheinungsform der Berge ist geprägt durch die massive Vergletscherung im Eiszeitalter und bis heute. Die typischen Geländestrukturen sind Kare und tiefe Trogtäler, der markante Mount Shuksan im Nordwesten des Parks ist ein Karling, entstanden durch mehrere Gletscher, die von seinen Flanken ausgehen und ihn zu einer pyramidenförmigen Spitze mit scharfen Graten abgeschliffen haben. Die starke Vergletscherung ist die Folge der Lage an der Westflanke der Kaskadenkette, die besonders hohe Niederschläge zur Folge hat.
Das zentrale Tal des Skagit Rivers ist nur im Osten und Westen von zwei unabhängigen Gletschern als Trogtal ausgeschliffen worden. Der Mittelteil, etwa zwischen Newhalem und dem Ross-Staudamm, ist ein vom Fluss selbst gegrabenes Kerbtal, das heute weitgehend im Stausee untergegangen ist. Der Lake Chelan im Süden ist ein klassischer Zungenbeckensee.

## Flora und Fauna
Riesenlebensbäume und Westamerikanische Hemlocktannen bewachsen vor allem die feuchteren westlichen Täler, vom Wind zerzauste Felsengebirgstannen bilden den Übergang zu den subalpinen Matten. Innerhalb der drei Gebiete des National Park System wurden mehr als 1500 Pflanzenarten bestimmt, außerdem hunderte von Vögeln, Reptilien, Amphibien und tausende von Insekten. Bären, Wölfe, Pumas und Falken sind nicht sehr zahlreich, aber tragen zum genetischen Reichtum dieses Gebietes bei. Zwischen Newhalem und der Grenze des Ross Lake National Recreation Area bei Bacon Creek kann man in der Mitte des Winters oft Weißkopfseeadler sehen, die sich entlang des Skagit River von Lachs ernähren.

## Geschichte
Die Region der North Cascades wurde erst im 19. Jahrhundert von weißen Entdeckern erforscht. Als erster Weißer soll der Pelzhändler Alexander Ross die Region bereist haben. Von 1880 bis 1910 schürften Bergleute nach Gold, Blei, Zink und Platin. Sie vermeldeten eine mäßige Ausbeute, aber der Transport war so mühsam und der Profit so niedrig, dass der Bergbau wieder aufgegeben wurde. Die ersten Siedler und Holzfäller kamen um 1900 in die Region. Früh wurde erkannt, dass der Skagit River Elektrizität liefern konnte, und zwischen 1924 und 1961 errichtete die Elektrizitätsgesellschaft Seattle City Light drei Staudämme mit Wasserkraftwerken entlang des Skagit Rivers, die heute etwa ein Viertel des Strombedarfs von Seattle decken.
Am 2. Oktober 1968 wurden der North-Cascades-Nationalpark, das Ross Lake National Recreation Area und das Lake Chelan National Recreation Area eingerichtet. 1988 wurden ungefähr 93 Prozent dieser drei Gebiete vom Kongress unter dem Namen Stephen Mather Wilderness als Wilderness Area ausgewiesen, um ihren Wildnis-Charakter dauerhaft zu bewahren.

## Aktivitäten
Fast der gesamte Nationalpark ist als Wilderness Area ausgewiesen, deshalb gibt es innerhalb des Parks nur wenige Einrichtungen. Der Nationalpark verfügt über ein Besucherzentrum bei Newhalem, das von Frühling bis Herbst täglich und im Winter an Wochenenden geöffnet ist. Es bietet Informationen und Ausstellungen zur Natur- und Kulturgeschichte sowie audiovisuelle und von Rangern geführte Programme und kurze Wanderwege. Für den North Cascades Nationalpark braucht man keine Benutzungsgebühren zu bezahlen.
Wandern und Bergsteigen sind die beliebtesten Aktivitäten im Nationalpark. Insgesamt bietet das Schutzgebiet über 580 Kilometer Wanderwege, auf denen man alle Lebensräume in meist mehrtägigen Wanderungen durchstreifen kann. Auch der Pacific Crest Trail quert das Flusstal des Stehekin River im Süden des Parks.
Seattle City Light bietet regelmäßige Touren zu den Staudämmen des Diablo Lake und des Ross Lake an. Die Stauseen dienen auch als Wasserstraßen, die in die abgelegenen Teile dieser drei Gebiete des National Park Service führen. Boote und Motorboote können bei Anbietern in der National Recreation Area gemietet werden.
Der Park ist der gefährlichste Nationalpark der Vereinigten Staaten. Zwischen 2007 und 2021 starben durchschnittlich 3,7 von 100.000 Besuchern.